# Csepel
Csepel (alemán Tschepele; croata Čepelj; serbio Čepelj) es un vecindario en Budapest, Hungría. Es el único barrio del Distrito XXI. Csepel se convirtió oficialmente en parte de Budapest el 1 de enero de 1950.

## Ubicación
Csepel se encuentra en el extremo norte de la isla de Csepel en el Danubio, y abarca una décima parte de la superficie de la isla. Al estar en una isla, es el único distrito completo de Budapest que no está ni en Pest ni en Buda. Tiene aproximadamente 85.000 habitantes.
A Csepel se llega con facilidad desde Budapest central a través del Csepel HÉV. Los puentes conectan Csepel con las partes meridionales de Pest, Ferencváros y Pesterzsébet, y un ferry une Csepel con Soroksár.

## Nombre
El pueblo y la isla recibieron su nombre por el primer conde (ispán) de la zona, Csepel. Los nombres alemanes y serbo-croatas derivan del antiguo nombre húngaro.

## Historia
La isla de Csepel se convirtió en un dominio personal de Árpád tras la emigración de los húngaros a Panonia a principios del siglo X. Siguió siendo un lugar favorito para los reyes húngaros en la Edad Media. Desde 1484 en adelante, Csepel fue un regalo de boda a las futuras reinas de Hungría. Los turcos otomanos destruyeron totalmente el pueblo y la mansión real en el siglo XVI. Al final del siglo XVII refugiados serbios de los turcos que habían ocupado Serbia se asentaron aquí. A comienzos del siglo XVIII, el príncipe Eugenio de Saboya, propietario de la isla, restableció el asentamiento, y lo pobló con colonos alemanes. Se convirtió en un municipio independiente en 1742. El pueblo original se encontraba en lo que actualmente es la zona de Puerto libre (Szabadkikötő) pero fue totalmente destruida por la gran inundación de 1838. El nuevo pueblo se construyó sobre terreno alto, en lo que hoy en día es Ófalu (Antiguo pueblo). La ciudad tenía una población de 9.462 personas según el censo de 1910 (la composición étnica era 84 % húngara y un 18 % alemán). Anteriormente era un vecindario de clase trabajadora con varias fábricas; hubo incluso una bicicleta llamada Csepel. Durante la revolución de 1956 en Budapest, los luchadores húngaros tuvieron su última resistencia en Csepel. Hoy, Csepel contiene urbanizaciones de viviendas de alquiler así como suburbios de clase media. El distrito también es sede del destacado club deportivo Csepel SC.

## Población
Grupos étnicos (censo de 2001):
- Magiares - 92,4%
- Alemanes - 0,7%
- Gitanos - 0,7%
- Otros - 0,9%
- No contestan - 5,3%

Religiones (censo de 2001):
- Catolicismo - 41.4%
- Calvinismo - 13%
- Catolicismo griego - 2,2%
- Luteranismo - 1,7%
- Otros (cristianos) - 1%
- Otros (no cristianos) - 0,3%
- Ateos - 25,1%
- NS/NC - 15,2%

## Monumentos
Lugares destacados son la iglesia parroquial barroca, construida en 1770, la Galería Csepel y el Museo de Historia Local (recientemente trasladada a Szent Istvan ut. 230), y la Colección Csepel de Historia de la Fábrica.